# Хонне Ясуюкі
Ясуюкі Хонне (яп. 本根 康之, Хонне Ясуюкі) (5 березня 1971 , Японія ) — художник, який працює в індустрії відеоігор, а також артдиректор і продюсер. З 1993 по 1999 роки працював у компанії Square Co., а відтак перейшов у Monolith Soft. Його найбільше відомими роботами є ігри серії Chrono, Xenosaga Episode I: Der Wille zur Macht (та інші ігри серії Xeno) і Baten Kaitos.

## Ранні роки життя
Ясуюкі Хонне народився 5 березня 1971 року. За часів своєї молодості хонне захоплювався відеоіграми, і багато грав у файтинги на аркадних автоматах, але хотів стати художником фрілансером. Однак після завершення інституту і переїзду в Токіо, він зауважив оголошення про вільну вакансію в компанії Square в журналі Gamest. Оголошення супроводжувалося ілюстрацією з Final Fantasy VI . Зацікавившись у процесі вивчення дизайну зв'язком між життям героя і мистецтвом, Хонне вирішив надіслати своє резюме в компанію.

## Кар'єра
Ясуюкі Хонне влаштувався на роботу в Square Co. на посаду художника в 1993 році і першою його відомою роботою стала гра Front Mission, а потім — популярна японська рольова гра Chrono Trigger (під керівництвом артдиректора Тецуї Такахасі). Потім Хонне перейшов на посаду артдиректора в третю внутрішню студію Square. У цей період він брав участь у розробці Xenogears і Chrono Cross. У 1999 році Хонне звільнився зі Square і перейшов у Monolith Soft, нову компанію, засновану Такахасі, колишнім директором гри Xenogears, — саме він запропонував Хонне знову працювати разом. Хонне став членом ради директорів, які мають 20 часток з 2 400, а також директором відділу графічних розробок. Він також відповідає за графічні роботи, які замовляються сторонніми компаніями.
Після завершення роботи над Xenosaga Episode I: Der Wille zur Macht (в ролі артдиректора), Хонне дебютував у ролі директора гри, займаючись створенням Baten Kaitos: Eternal Wings and the Lost Ocean. Потім був приквел гри під назвою Baten Kaitos Origins. Першим проектом Ясуюкі Хонне, в рамках якого він виступив у ролі продюсера, став Dragon Ball Z: Attack of the Saiyans. Створюючи цю гру, він набув навичок роботи з ліцензованими персонажами. Поки Такахасі займався плануванням проекту для розробки Xenoblade Chronicles, Хонне створив моделі двох протиборчих богів вигаданого світу цієї гри, щоб пояснити її концепцію Nintendo, яка повинна була займатися виданням Chronicles. В даний момент Ясуюкі Хонне працює над грою, назва якої не повідомляється[коли?]. У жовтні 2011 року він став працювати в новій студії Monolith Soft у Кіото.

## Особисте життя
Ясуюкі Хонне одружений. Захоплюється подорожами, а також дзюдо (має чорний пояс) і грою на щипкових струнних музичних інструментах.

## Список робіт
Ясуюкі Хонне працював над такими іграми:
- Front Mission (1995): помічник художника
- Chrono Trigger (1995): дизайнер карти світу
- Radical Dreamers: Nusumenai Hoseki[ru] (1996): художник
- Treasure Conflix (1996): основна графіка
- Xenogears (1998): художній директор, текстури карти
- Chrono Cross (1999): художній директор, дизайнер карти світу
- Xenosaga Episode I: Der Wille zur Macht (2002): художній директор, дизайнер карти світу
- Baten Kaitos: Eternal Wings and the Lost Ocean (2003): директор, художній директор, дизайнер карти світу
- Namco × Capcom[ru] (2005): особлива подяка
- Baten Kaitos Origins (2006): художній директор, дизайнер карти світу, вступний ролик
- Super Smash Bros. Brawl (2008): дизайнер карти світу (режим «Adventure Mode»)
- Dragon Ball Z: Attack of the Saiyans (2009): продюсер, художній директор
- Xenoblade Chronicles (2010): концепція
- The Legend of Zelda: Skyward Sword (2011): особлива подяка